# گئورگی بادامیانتس
گئورگی (گئورگ) آرتاشس بادامیانتس (ارمنی: Գեորգի (Գևորգ) Արտաշեսի Բադամյանց؛  زادهٔ ۲۷ اکتبر ۱۹۱۰ - درگذشته نوامبر ۱۹۸۸) یک سیاستمدار اهل ارمنستان بود که از تاریخ ۱۹۵۴ تا تاریخ ۱۹۷۲ سمت رئیس سرویس امنیت ملی ارمنستان را برعهده داشت.

## زندگی‌نامه
در ۲۷ اکتبر ۱۹۱۰ در مسکو به دنیا آمد و از انستیتو مهندسی برق مسکو فارغ‌التحصیل شد. وی برنده جوایزی همچنین نشان لنین، نشان انقلاب اکتبر نشان ستاره سرخ شده است. وی در نوامبر ۱۹۸۸ در سن ۷۸ سالگی در مسکو درگذشت.

## یادداشت
1. ↑  Մոսկվայի էներգետիկայի ինստիտուտ